# Itame semicanaria
Itame semicanaria är en fjärilsart som beskrevs av Freyer 1832. Itame semicanaria ingår i släktet Itame och familjen mätare. Inga underarter finns listade i Catalogue of Life.